# Кэмбидж, Лиз
Элизабет «Лиз» Кэмбидж (англ. Elizabeth "Liz" Cambage; род. 18 августа 1991 года в Лондоне, Великобритания) — австралийская профессиональная баскетболистка, выступала в женской национальной баскетбольной ассоциации, женской национальной баскетбольной лиге, а также в составе национальной сборной Австралии. Она была выбрана на драфте ВНБА 2011 года в первом раунде под общим вторым номером командой «Талса Шок». Играет на позиции центровой. 17 июля 2018 года Кэмбидж установила рекорд результативности женской НБА в одном отдельно взятом матче, набрав 53 очка в игре против «Нью-Йорк Либерти».

## Ранние годы
Кэмбидж родилась в Лондоне 18 августа 1991 года. Её отец был нигерийцем, а мать — австралийка. Когда девочке было три месяца, её родители разошлись и мать забрала её с собой в Австралию. Первоначально они жили в Кофс-Харборе (Новый Южный Уэльс), а позже в Мельбурне и Морнингтоне.
Уже с раннего детства Лиз отличалась высоким ростом, из-за чего подвергалась насмешкам со стороны своих одноклассников. Так в возрасте десяти лет её рост составлял примерно 183 см, а к 14 годам — 196 см. Когда Кэмбидж было десять лет её мать предложила ей заняться баскетболом, чтобы она смогла найти себе друзей.

## Профессиональная карьера

### Женская национальная баскетбольная ассоциация
На драфте ЖНБА 2011 года Кэмбидж была выбрана клубом «Талса Шок» под общим вторым номером. Однако ещё 11 марта, за месяц до драфта, Лиз высказывала своё нежелание играть за «Шок». В одном из интервью она заявила: «Я не хочу играть за Талсу и хочу, чтобы все это понимали. Они хотят сделать из меня лидера клуба, но я иду в ЖНБА не для этого. Я иду туда, чтобы учиться и улучшать свою игру». В сезоне 2011 года Кэмбидж была приглашена принять участие в матче всех звёзд.
После завершения летних Олимпийских игр 2012 года Лиз должна была вернуться в США, чтобы провести остаток сезона ЖНБА в «Талсе». Однако утром 27 августа она объявила, что не собирается приезжать. В заявлении, выпущенном её агентом, говорилось: «За последние 6 месяцев Лиз участвовала в подготовках женской сборной Австралии к Олимпийским играм в Лондоне. После игр она вернулась измождённой и ей необходимо некоторое время для восстановления. К сожалению из-за этого она вынуждена пропустить конец сезона ЖНБА. Мы понимаем, что это досадная ситуация, и мы благодарны руководству «Талсы Шок» за их понимание».
Кэмбидж вернулась в «Шок» в сезоне 2013 года.

### Китай
В июне 2012 года Кэмбидж подписала контракт с китайским клубом «Чжэцзян Фар Ист» на 400 000 австралийских долларов. Таким образом, она стала одной из самых высокооплачиваемых баскетболисток в мире.